# Победнице светских првенстава у атлетици на отвореном — 50 километара ходање
Дисциплина ходања на 50 километара у женској конкуренцији била је на програму светских првенстава у атлетици само два пута, у Лондону 2017. и Дохи 2019. Већ на следећем Светском првенству, у Јуџину 2022, уведена је дисциплина ходања на 35 километара као као замена за најдужу дисциплину брзог ходања за мушкарце и жене.
Освајачице медаља на светским првенставима и њихови резултати приказани су у следећој табели. Резултати су дати у формату сати:минути:секунде.
| Светско првенство   |                          | Резултат         |                | Резултат    |                        | Резултат |
| Лондон 2017. детаљи | Инес Енрикес Португалија | 4:05:56 СР - РСП | Ханг Јинг Кина | 4:08:58 АЗР | Шућинг Јанг Кина       | 4:20:49  |
| Доха 2019. детаљи   | Руи Љанг Кина            | 4:23:26          | Маокуо Ли Кина | 4:26:40     | Елеонора Ђорђи Италија | 4:29:13  |

## Биланс медаља 50 км ходање за жене
Стање после првенства 2019.
|    | Држава         |   |   |   |   |
| -- | -------------- | - | - | - | - |
| 1. | Кина           | 1 | 2 | 1 | 4 |
| 2. | Португалија    | 1 | 0 | 0 | 1 |
| 3. | Италија        | - | - | 1 | 1 |
|    | Укупно 3 земље | 2 | 2 | 2 | 6 |